# Liste des épisodes de Fear the Walking Dead
Ne doit pas être confondu avec Liste des webisodes de Fear the Walking Dead.
La liste des épisodes de Fear the Walking Dead, série télévisée américaine, est constituée de 113 épisodes au 19 novembre 2023.

## Panorama des saisons
| Saison | Épisodes | Années    | Diffusion originale sur AMC | Diffusion originale sur AMC |
| Saison | Épisodes | Années    | Début de saison             | Fin de saison               |
| ------ | -------- | --------- | --------------------------- | --------------------------- |
| 1      | 6        | 2015      | 23 août 2015                | 4 octobre 2015              |
| 2      | 15       | 2016      | 10 avril 2016               | 2 octobre 2016              |
| 3      | 16       | 2017      | 4 juin 2017                 | 16 octobre 2017             |
| 4      | 16       | 2018      | 15 avril 2018               | 23 septembre 2018           |
| 5      | 16       | 2019      | 2 juin 2019                 | 29 septembre 2019           |
| 6      | 16       | 2020-2021 | 11 octobre 2020             | 13 juin 2021                |
| 7      | 16       | 2021-2022 | 17 octobre 2021             | 5 juin 2022                 |
| 8      | 12       | 2023      | 14 mai 2023                 | 19 novembre 2023            |

## Liste des épisodes

### Première saison (2015)
Le 9 mars 2015, la série a été commandée avec un engagement de deux saisons. Composée de six épisodes, elle a été diffusée du 23 août 2015 au 4 octobre 2015 sur AMC, aux États-Unis
1. Pilote (Pilot)
2. Si proche et pourtant si loin (So Close, Yet So Far)
3. Le Chien (The Dog)
4. Résister (Not Fade Away)
5. Cobalt (Cobalt)
6. L'Homme bon (The Good Man)

Source titres FR

### Deuxième saison (2016)
Le 9 mars 2015, la série a été commandée pour une deuxième saison de quinze épisodes. Découpée en deux parties, elle a été diffusée du 10 avril 2016 au 2 octobre 2016 sur AMC, aux États-Unis.
1. La Loi de la jungle (Monster)
2. À la dérive (We All Fall Down)
3. Ouroboros (Ouroboros)
4. Quarantaine (Blood in the Streets)
5. Captive (Captive)
6. Sicut Cervus (Sicut Cervus)
7. Shiva (Shiva)
8. Grotesque (Grotesque)
9. Los Muertos (Los Muertos)
10. Ne pas déranger (Do Not Disturb)
11. Pablo et Jessica (Pablo and Jessica)
12. Statues de sel (Pillar of Salt)
13. Date de décès (Date of Death)
14. Colère (Wrath)
15. Nord (North)

Source titres FR

### Troisième saison (2017)
Le 15 avril 2016, la série a été renouvelée pour une troisième saison de seize épisodes. Découpée en deux parties, elle a été diffusée du 4 juin 2017 au 16 octobre 2017 sur AMC, aux États-Unis.
1. L'Œil du spectateur (Eye of the Beholder)
2. La Nouvelle Frontière (The New Frontier)
3. Lfdmtqnlc (Teotwawki)
4. 100 (100)
5. Brûler dans l'eau, se noyer dans les flammes (Burning in Water, Drowning in Flame)
6. Terre de sang (Red Dirt)
7. Révélation (The Unveiling)
8. Les Enfants de la colère (Children of Wrath)
9. Le Minotaure (Minotaur)
10. Le Devin (The Diviner)
11. La Serpiente (La Serpiente)
12. Frères ennemis (Brother's Keeper)
13. Cette Terre est votre Terre (This Land Is Your Land)
14. El Matadero (El Matadero)
15. Les Choses ont mal commencé (Things Bad Begun)
16. Balade en traîneau (Sleigh Ride)

Source titres FR

### Quatrième saison (2018)
Le 14 avril 2017, la série a été renouvelée pour une quatrième saison de seize épisodes, avant même le début de la diffusion de la troisième saison. Découpée en deux parties, elle a été diffusée du 15 avril 2018 au 30 septembre 2018 sur AMC, aux États-Unis.
1. C'est quoi ton histoire ? (What's Your Story?)
2. Un nouveau jour dans le stade (Another Day in the Diamond)
3. De belles choses (Good Out Here)
4. Enterré (Buried)
5. Laura (Laura)
6. Au cas où (Just in Case)
7. La Mauvaise Décision (The Wrong Side of Where You Are Now)
8. Tant qu'il reste une chance (No One's Gone)
9. Des personnes dans notre genre (People Like Us)
10. Ferme les yeux ! (Close Your Eyes)
11. Le Code (The Code)
12. Faible (Weak)
13. Blackjack (Blackjack)
14. Mm 54 (MM 54)
15. Je perds mon peuple… (I Lose People…)
16. …Je me perds moi-même (…I Lose Myself)

Source des titres originaux
Source titres FR,

### Cinquième saison (2019)
Le 27 juillet 2018, la série a été renouvelée pour une cinquième saison de seize épisodes. Découpée en deux parties, elle est diffusée depuis le 2 juin 2019 sur AMC, aux États-Unis.
1. Venus en amis (Here to Help)
2. La blessure qui va suivre (The Hurt That Will Happen)
3. Bienvenue au Far West (Humbug's Gulch)
4. Skidmark (Skidmark)
5. La Fin de notre monde (The End of Everything)
6. Le Petit Prince (The Little Prince)
7. Toujours debout (Still Standing)
8. Est-ce que quelqu'un m'entend ? (Is Anybody Out There?)
9. Canal 4 (Channel 4)
10. 210 mots par minute (210 Words Per Minute)
11. Vous êtes toujours là ? (You're Still Here)
12. Ner Tamid (Ner Tamid)
13. Laissez le reste (Leave What You Don't)
14. Aujourd'hui et demain (Today and Tomorrow)
15. Canal 5 (Channel 5)
16. Terminus (End of the Line)

Source titres FR

### Sixième saison (2020-2021)
Le 30 juillet 2019, la série a été renouvelée pour une sixième saison.
1. La Fin, c'est le commencement (The End Is the Beginning)
2. Bienvenue au club (Welcome to the Club)
3. Alaska (Alaska)
4. La Clé (The Key)
5. Chérie (Honey)
6. June lutte pour sauver des vies (Bury Her Next to Jasper's Leg)
7. Faire des dégâts de l'intérieur (Damage from the Inside)
8. La Porte (The Door)
9. Ce qu'il reste à faire (Things Left to Do)
10. Manipuler avec soin (Handle with Care)
11. La Propriété (The Holding)
12. En rêves (In Dreams)
13. J.D. (J.D.)
14. Mère (Mother)
15. USS Pennsylvania (USS Pennsylvania)
16. Le Commencement (The Beginning)

Source titres FR

### Septième saison (2021-2022)
Le 3 décembre 2020, la série a été renouvelée pour une septième saison, elle est diffusée depuis le 17 octobre 2021 sur AMC, aux États-Unis.
1. Le Phare (The Beacon)
2. Six heures (Six Hours)
3. Cindy Hawkins (Cindy Hawkins)
4. Respire avec moi (Breathe with Me)
5. Jusqu'à la mort (Till Death)
6. Récupération (Reclamation)
7. Le portrait (The Portrait)
8. PADRE (PADRE)
9. Suis-moi (Follow Me)
10. Nymphalis Antiopa (Mourning Cloak)
11. Ofelia (Ofelia)
12. Sonny Boy (Sonny Boy)
13. Canot de sauvetage (The Raft)
14. L'œuvre de la providence (Divine Providence)
15. Amina (Amina)
16. Plus la même (Gone)

Source titres FR

### Huitième saison (2023)
Le 5 décembre 2021, la série a été renouvelée pour une huitième et dernière saison. Elle est diffusée depuis le 14 mai 2023 sur AMC.
1. Rappelle-toi ce qu'ils t'ont pris (Remember What They Took from You)
2. Busard (Blue Jay)
3. Odessa (Odessa)
4. Retour au pays (King County)
5. Plus longtemps que tu ne crois (More Time Than You Know)
6. Je vois du sang partout (All I See Is Red)
7. Anton (Anton)
8. Tigre de fer (Iron Tiger)
9. Sanctuaire (Sanctuary)
10. La garder en vie (Keeping Her Alive)
11. Combattre comme vous (Fighting Like You)
12. La route devant nous (The Road Ahead)